# Zasadzka w Rumanie
Zasadzka w Rumanie (hebr. מארב הקומנדו המצרי ברומני, ma’araw ha-komando ha-micri ba-rumani) – zaskakujące uderzenie przygotowane przez egipskich komandosów z 7 października 1973 roku w trakcie wojny Jom Kipur pod Rumaną (Synaj). Jej celem było zablokowanie drogi wzdłuż wybrzeża Morza Śródziemnego na północy Synaju, prowadzącej nad Kanał Sueski.
Egipcjanom udało się poprzez zasadzkę zablokować drogę i wstrzymać na niej ruch. Walki zakończyły się oczyszczeniem drogi przez Izraelczyków przy stratach po obu stronach.

## Tło historyczne
Po wojnie sześciodniowej w 1967 roku prezydent Egiptu Gamal Abdel Naser uznał, że wciągnie Izrael w długi konflikt na wyniszczenie, który miałby skutkować izraelskimi stratami gospodarczymi i wojskowymi. Egipcjanie uznali, że taki stan rzeczy skłoniłby Izrael do podjęcia rozmów pokojowych. Naser uznał, że podjęcie takich kroków przez izraelskie władze ukazałoby słabnącą pozycję państwa Izrael w regionie. Do 1970 roku trwała tzw. wojna na wyczerpanie, w którą oprócz Egiptu zaangażowane były w różnym stopniu także Syria, Jordania i organizacje palestyńskie. Urzędujący od 1970 roku prezydent Anwar as-Sadat postanowił doprowadzić do zmiany pozycji Egiptu na Bliskim Wschodzie. Uznał, że jedynym wyjściem jest niespodziewany i zmasowany atak na Izrael. W tym celu podjął rozmowy ze Związkiem Radzieckim w celu wzmocnienia egipskiej obrony przeciwlotniczej, która uniemożliwiłaby Siłom Powietrznym Izraela przeprowadzenie ataków w głąb terytorium egipskiego. Nasycono armię egipską większą ilością broni przeciwpancernej. Przygotowania do natarcia połączone były ze skuteczną dezinformacją, dzięki czemu Izraelczycy zbagatelizowali możliwość ataku ze strony państw arabskich. 6 października 1973 roku, w trakcie żydowskiego święta Jom Kipur, doszło do jednoczesnego ataku z zaskoczenia Syrii i Egiptu na Izrael.

## Przebieg

### Przygotowania Egipcjan
Egipcjanie zdawali sobie sprawę, że rozpoczęcie przerzutu wojsk przez Kanał Sueski, ostrzał artyleryjski umocnionych punktów obronnych na linii Bar-Lewa oraz ataki lotnicze skłonią Izraelczyków do mobilizacji armii i transportu wojsk nad kanał. W związku z tym postanowili przerwać linie transportowe i zaopatrzeniowe na Synaju. Zamierzali wykorzystać fakt, że na półwyspie znajdowały się trzy główne drogi, którymi mógł odbywać się ruch wojsk: północna (linia Al-Kantara-Strefa Gazy), centralna (Ismailia-Niccana) oraz południowa (Zatoka Sueska-Ejlat) .
W celu wykonania dywersji na izraelskich tyłach na Synaju Egipcjanie przetransportowali śmigłowcami w głąb półwyspu kilka batalionów komandosów. Raport Awrahama Arnana dotyczący działań egipskich komandosów podczas wojny podaje, że do tej operacji użyto 26 śmigłowców Mi-8, które przetransportowały ok. pięciu batalionów na pięć różnych obszarów. Pojawienie się helikopterów nad wschodnim brzegiem kanału było meldowane izraelskiemu dowództwu przez siły lądowe i powietrzne. Przerzucani Egipcjanie mieli na swoim wyposażeniu między innymi  ppk 9M14 Malutka, przeciwlotnicze pociski Strzała-2 oraz bezodrzutowe działa przeciwpancerne kal. 120 mm.
6 października w rejonie Rumany, ok. 17:30–18:00, meldowano o obecności 3–4 śmigłowców. Izraelski raport podaje, że transportowały one 100–150 żołnierzy ze 183 Batalionu Komandosów.

### Mobilizacja 162 Dywizji Pancernej

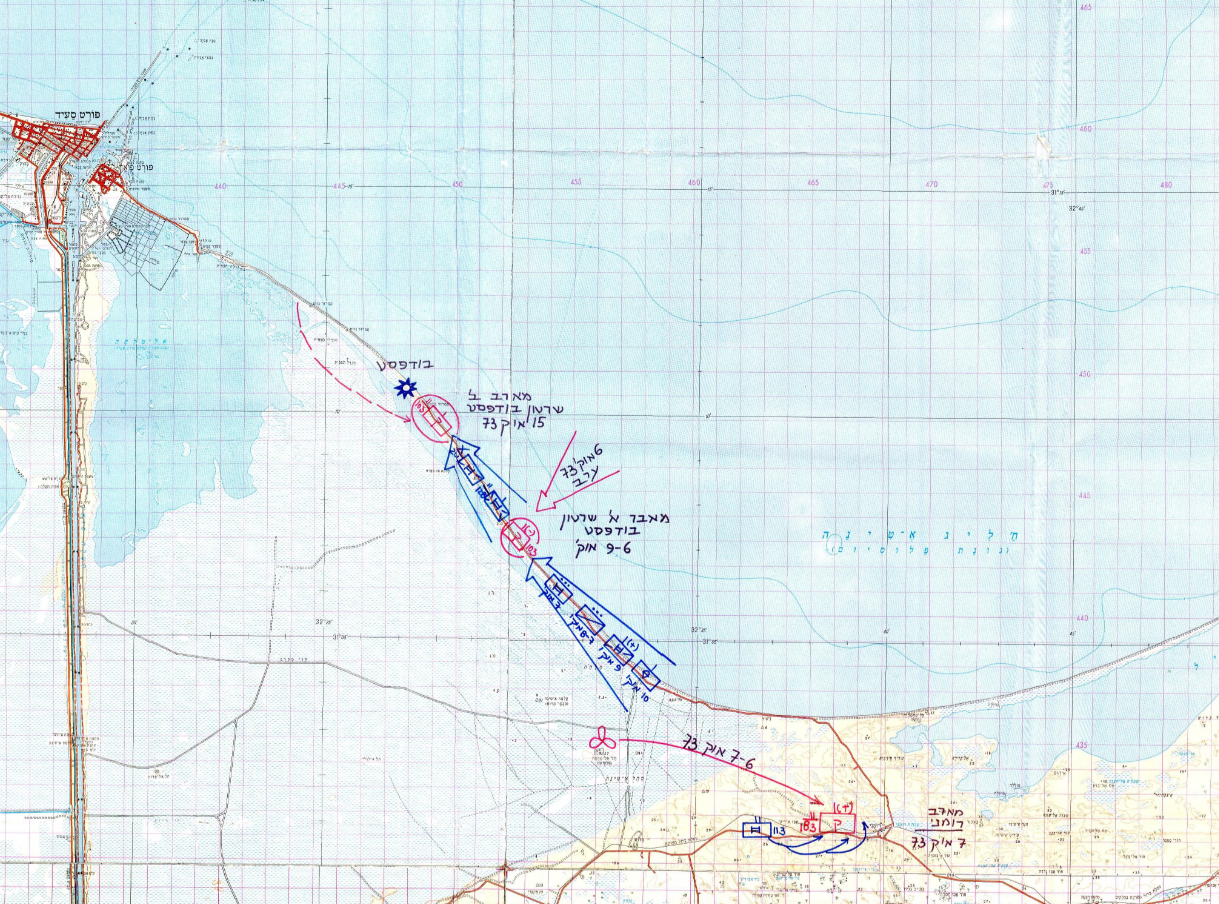
Miejsca egipskich zasadzek na północy Synaju. Zasadzka w Rumanie zaznaczona jest na dole mapy.

6 października doszło do roszad w strukturach 162 Dywizji Pancernej pod dowództwem  gen. Awrahama Adana. Usunięto z niej 7 i 460 Brygadę, a w ich miejsce weszły 217 i 500 Rezerwowe Brygady Pancerne i 204 Brygada Zmechanizowana. W dniu wybuchu wojny Dowództwo Południowe nakazało gen. Adanowi, aby ten skoncentrował podległe sobie formacje w rejonie Al-Kantary, gdzie miały być w gotowości do przekroczenia Kanału Sueskiego. O godzinie 17:00 ppłk Natan Nir, dowódca 217 Rezerwowej Brygady Pancernej, otrzymał wiadomość o podporządkowaniu brygady 162 Dywizji Pancernej. Pół godziny później został poinformowany o tym, że brygada ma jak najszybciej dotrzeć nad Kanał Sueski. O godzinie 20:00 otrzymał do dyspozycji 75 zestawów do transportu czołgów. Ppłk Nir otrzymał również wytyczne, że ma podążać trasą Kerem Szalom, a następnie skierować się na drogę wzdłuż północnego wybrzeża Synaju w kierunku Rumany. W Rafah o północy doszło do spotkania gen. Adana z ppłk. Nirem, na którym potwierdzono dotychczasowe rozkazy i kierunek ruchu brygady .

### Zasadzka
W szpicy brygady poruszał się 113 Batalion Pancerny ppłka Asafa Jaguriego. W Beluzie (ok. 8 km na zachód od Rumany) miał napotkać żołnierzy z regulacji ruchu, którzy mieli wskazać mu dalszą drogę. O godzinie 6:30 otrzymał od ppłka Nira rozkaz zawrócenia, ponieważ w okolicach Rumany doszło do ataku na izraelską kolumnę wojsk. Poinformowano o zniszczeniu cysterny z paliwem, dwóch transporterów półgąsienicowych oraz dwóch czołgów ze składu batalionu . Po dotarciu na miejsce ppłk. Jaguri zameldował o trwających walkach w bliskim kontakcie. Egipcjanie mieli atakować Izraelczyków z dwóch stron drogi z zamaskowanych krzakami pozycji. Meldowano o przypadkach, kiedy to komandosi mieli podbiegać do transporterów gąsienicowych M113 Zelda i atakować je granatami. Ze względu na dużą liczbę uszkodzonych lub zniszczonych pojazdów czołgi batalionu miały problem z manewrowaniem i kontratakiem.  W związku z tym do pomocy walczącym siłom izraelskim oddelegowano z Beluzy kompanię Sajjeret Szaked. Po 25 minutach od wkroczenia do walki izraelskich komandosów udało się złamać opór Egipcjan . Około godziny 11:00 droga została oczyszczona, a pobocza zabezpieczone. Pozostali przy życiu mieli uciec w stronę Beluzy.

#### Rezultat
W zasadzce miało zginąć 32 izraelskich żołnierzy, a jeden lub czterech zostało rannych. Zniszczonych zostało pięć czołgów, trzy transportery gąsienicowe, jedna ciężarówka i jedna cysterna. Straty Egipcjan oszacowano na 100 zabitych.
Według Kadisza zasadzka pokazała, że drogi na Synaju były niezwykle podatne na ataki i zablokowanie przez wroga. Wynikało to przede wszystkim z niewielkiej liczby szlaków komunikacyjnych na półwyspie. Analiza raportów i komunikatów po bitwie udowodniła, że dowództwo dywizji było niechętne temu, aby szpica brygady wróciła na miejsce zasadzki i udzieliła wsparcia walczącym. Gen. Adan wolał, aby siły z Beluzy kontynuowały marsz nad kanał. Kadisz wskazał, że to dzięki dowódcom niższego szczebla udało się pokonać Egipcjan i uratować zaatakowane siły .